# توم كريستوفيرسن
توم كريستوفيرسن (بالنرويجية البوكمول: Tom Kristoffersen)‏ هو لاعب كرة قدم نرويجي في مركز الدفاع، ولد في 15 أكتوبر 1976 في أيدسفول في النرويج. لعب مع نادي ساندفيورد ونادي ليلستروم ونادي لين.